# Max Lowe
Max Josef Lowe, né le 11 mai 1997 à South Normanton (Angleterre), est un footballeur anglais qui évolue au poste de défenseur à Sheffield Wednesday.

## Biographie

### En club
Le 30 août 2018, il est prêté à l'équipe écossaise d'Aberdeen.
Le 7 septembre 2020, Lowe s'engage avec Sheffield United.
Le 27 août 2021, il est prêté à Nottingham Forest.
Le 15 juin 2024, il rejoint Sheffield Wednesday.

### En équipe nationale
Il joue dans les équipes nationales de jeunes anglaises, des moins de 16 ans jusqu'aux moins de 20 ans. Avec les moins de 20 ans, il joue trois matchs amicaux, contre le Brésil, la France, et le Sénégal.

## Palmarès

### En club
- Shrewsbury Town
  - Finaliste de l'EFL Trophy en 2018.

- Aberdeen FC
  - Finaliste de la Coupe de la Ligue écossaise en 2018.

- Sheffield United
  - Vice-champion de Championship en 2023.

### Distinctions personnelles
- Membre de l'équipe-type de troisième division anglaise en 2018.